# Tarszicha
Tarszicha (arab. ترشيحا) – nieistniejąca już arabska wieś, która była położona w Dystrykcie Akki w Mandacie Palestyny. Wieś została wyludniona i zniszczona podczas I wojny izraelsko-arabskiej, po ataku Sił Obronnych Izraela w dniu 29 października 1948 roku. Po wojnie odbudowana i obecnie stanowi dzielnicę miasta Ma’alot-Tarszicha.

## Położenie
Tarszicha leżała na wzgórzu w Górnej Galilei, w odległości 10 kilometrów na południe od granicy z Libanem. Według danych z 1945 roku do wsi należały ziemie o powierzchni 2366,9 ha. We wsi mieszkało wówczas 5 360 osób.
| własność gruntów | powierzchnia gruntów (hektary) |
| ---------------- | ------------------------------ |
| Arabowie         | 1865,4                         |
| Żydzi            | 4,5                            |
| publiczne        | 497,0                          |
| Razem            | 2366,9                         |

| Rodzaj użytkowanych gruntów | Arabowie (hektary) | Żydzi (hektary) |
| --------------------------- | ------------------ | --------------- |
| uprawy cytrusów             | 74,3               | 0               |
| uprawy oliwek               | 404,7              | 0               |
| uprawy nawadniane           | 527,8              | 2,3             |
| uprawy zbóż                 | 1405,6             | 2,2             |
| nieużytki                   | 2700,9             | 0               |
| zabudowane                  | 25,2               | 0               |

## Historia
W czasach Krzyżowców wieś nazywano Terschia, Torsia i Tersigha. W 1596 roku we wsi mieszkało 585 mieszkańców, którzy płacili podatki z uprawy pszenicy, jęczmienia, oliwek i drzew owocowych. W okresie panowania Brytyjczyków Tarszicha była dużą wsią. We wsi znajdował się jeden meczet oraz dwie szkoły podstawowe.
Podczas I wojny izraelsko-arabskiej w 1948 roku wiosce stacjonowały siły Arabskiej Armii Wyzwoleńczej. W trakcie operacji „Dekel” w dniu 18 lipca 1948 roku siły izraelskie podjęły nieudaną próbę zajęcia wioski. Dopiero podczas operacji „Hiram” 29 października Izraelczycy zdołali zdobyć wieś. Wysiedlono wówczas jej mieszkańców, a wiele domów wyburzono. Po wojnie wieś odbudowano i przesiedlono do niej licznych palestyńskich uchodźców. W 1957 roku w jej sąsiedztwie powstało miasteczko Ma’alot.

## Miejsce obecnie
Wieś Tarszicha zajął w 1963 roku włączona jako dzielnica do sąsiedniej miejscowości Ma’alot, tworząc w ten sposób samorząd lokalny Ma’alot-Tarszicha (w 1996 r. otrzymał prawa miejskie).